# Nieuw Amsterdams Peil (muziekensemble)

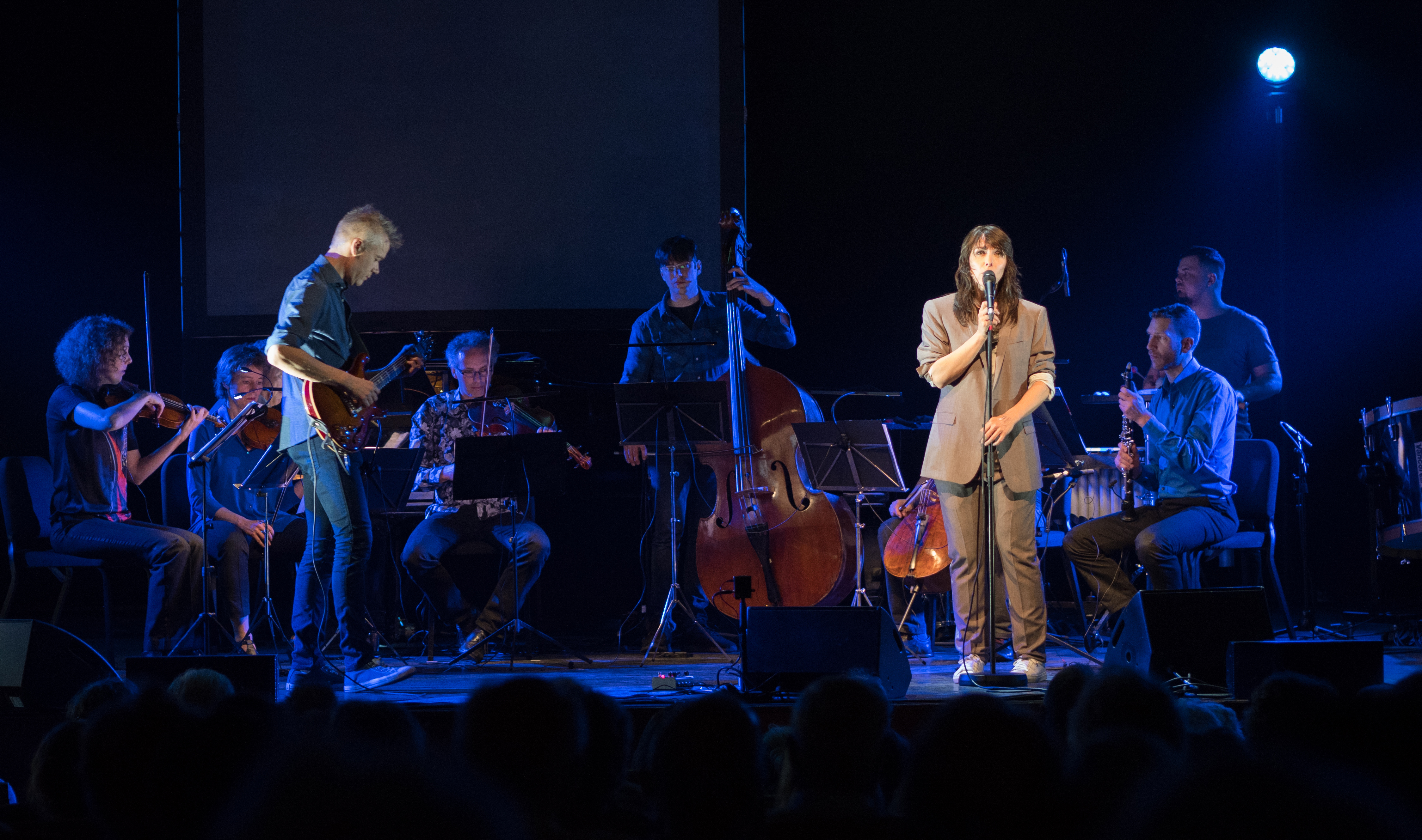
Nieuw Amsterdams Peil met Michel van der Aa en Wende Snijders

Nieuw Amsterdams Peil is een muziekensemble dat zich richt op hedendaagse kamermuziek en muziektheater. Het collectief werd in 2005 opgericht door violiste Heleen Hulst en pianist Gerard Bouwhuis.
Voor Nieuw Amsterdams Peil (NAP) worden interdisciplinaire muziektheaterproducties geschreven, waarin samenwerking wordt aangegaan met andere kunstvormen als film, dans, toneel en beeldende kunst. Voorbeelden van spraakmakende producties zijn Anaïs Nin van Louis Andriessen, Gezien Giacommetti van Elmer Schönberger, Conversations with my mother van Benedict Weisser en Urwald van Arnoud Noordegraaf. Nieuw Amsterdams Peil verzorgde een Spotlight: Michel van der Aa, met als gastmuzikant Wende Snijders.
Tijdens de coronapandemie heeft het ensemble een aantal muziekfilms ontwikkeld, films waarin muziek de hoofdrol speelt. Zo zette NAP een compositie van Claude Vivier 'op band': Pulau Dewata. De reeks, Detour geheten, staat onder redactie van Marijke van Warmerdam, Martijn Padding, Heleen Hulst, Edwin Vermeulen en Gerard Bouwhuis. Ook nam het ensemble deel aan de serie Up Close van het Muziekgebouw aan 't IJ dat volgens Joep Stapel van NRC "een sfeer van intimiteit en aandacht [had], die juist bij deze ‘moeilijke’ muziek de toegankelijkheid enorm vergrootte."
De bezetting van het ensemble is flexibel, naargelang de behoeften van het uit te voeren werk. Er is weinig hiërarchie en veel eigen inbreng door iedere speler afzonderlijk.

## Musici van Nieuw Amsterdams Peil
- Piano: Gerard Bouwhuis
- Viool: Heleen Hulst
- Cello: Mick Stirling
- Hoorn: Ron Schaaper
- Klarinet: Lars Wouters van den Oudenweijer
- Viool: Merel Junge
- Altviool: Emma Breedveld
- Contrabas: Dario Calderone
- Trombone: Koen Kaptijn
- Trompet: Gertjan Loot
- Percussie: Niels Meliefse